# Ulrich Karnatz
Ulrich Karnatz (n. 2 decembrie 1952, Rostock, RDG) este un canotor ce a reprezentat Republica Democrată Germană, medaliat olimpic. A participat la 2 ediții ale Jocurilor Olimpice (1976, 1980) în care a câștigat două medalii de aur.